# Експедиція Let L-200 Morava на Північний полюс
Експедиція Let L-200 Morava на Північний полюс — полярна авіаційна експедиція, що відбулася у квітні 2008 року, на маленькому вінтажному літаку Let L-200A Morava. Організаторами та учасниками експедиції були два чеські пілоти Петр Болд та Ріхард Сантус. Експедиція була приурочена до 90-ї річниці створення повітряних сил Чехословаччини, а також до 50-ї річниці створення літака Let L-200 Morava.
Експедиція розпочалася 1 квітня 2008 року вильотом з аеропорту Водоходи, неподалік Праги. 5 квітня о 19:05 за центральноєвропейським часом літак успішно досяг Північного полюса, а вже 9 квітня експедиція була успішно завершена поверненням у Водоходи. За час експедиції літак провів в польоті понад 45 годин, подолавши загальну відстань понад 9500 кілометрів і витративши понад 2500 літрів авіаційного бензину.

## Учасники експедиції
Навесні 2008 року двоє чеських пілотів вирішили підкорити Північний полюс на вінтажному літаку чехословацького виробництва. Свій політ вони приурочили до 90-ї річниці створення повітряних сил Чехословаччини та до 50-ї річниці створення літака Let L-200 Morava. Петр Болд та Ріхард Сантус самотужки спланували експедицію, профінансували її власним коштом (бюджет експедиції склав 1 мільйон чеських крон) і вони ж стали безпосередніми учасниками цієї експедиції.
Петр Болд — в минулому відомий автогонщик, володар кількох чемпіонських титулів та автор декількох рекордів в автоспорті Чехословаччини та Чехії. Окрім автоспорту Петр Болд був успішним підприємцем, він був одним зі співвласників компанії MTX s.r.o., а з 1990 року очолював цю компанію. Також він був генеральним директором чеської страхової компанії Global Assistance a.s. і мав безпосередній стосунок ще до ряду комерційних підприємств. 1998 року Болд захопився пілотуванням легких літаків і присвячував свій вільний від роботи час польотам. До початку полярної експедиції він мав наліт понад 1350 годин.
Ріхард Сантус — професійний пілот з загальним нальотом понад 4500 годин, поціновувач Королівських військово-повітряних сил Великої Британії, дослідник і популяризатор історичної спадщини чехословацьких авіаторів-вигнанців, що під час Другої світової війни воювали в рядах Британських повітряних сил, коли їхня батьківщина була окупованою. Також він є засновником музею R.A.F. Station Czechoslovakia, що знаходиться в селі Новий Двур, Пардубицького краю, Чехії. В музеї зібрано колекцію вінтажної авіаційної техніки, пов'язаної з британськими повітряними силами або чехословацькими пілотами. Літаки підтримуються в стані льотної придатності та використовуються для екскурсійних чи оглядових польотів. Окрім цього Ріхард Сантус є власником і керівником цивільної чартерної авіакомпанії Aeropartner.

## Літак експедиції
Для реалізації експедиції обрали легкий пасажирський двомоторний літак чехословацького виробництва, який здійснив свій перший політ 9 квітня 1957 року. Ці літаки серійно виготовлялися з 1957 по 1964 роки, були масовими та популярними в країнах східного блоку в період 1960-1990-х років. Літак, який використали для експедиції, не мав жодних спеціальних модернізацій чи модифікацій — це була звичайна серійна Let L-200A Morava, реєстраційний номер OK-OFI, що перебувала у власності Петра Болда і використовувалась ним для повсякденних польотів. З позаштатного обладнання на борту літака було 3 незалежних GPS-приймачі від різних виробників, супутниковий телефон, аварійні маяки, надуваний човен, сигнальний пістолет і додаткове екіпірування для пілотів, щоб забезпечити виживання в разі вимушеної посадки на воду чи лід.

## Попередні приготування

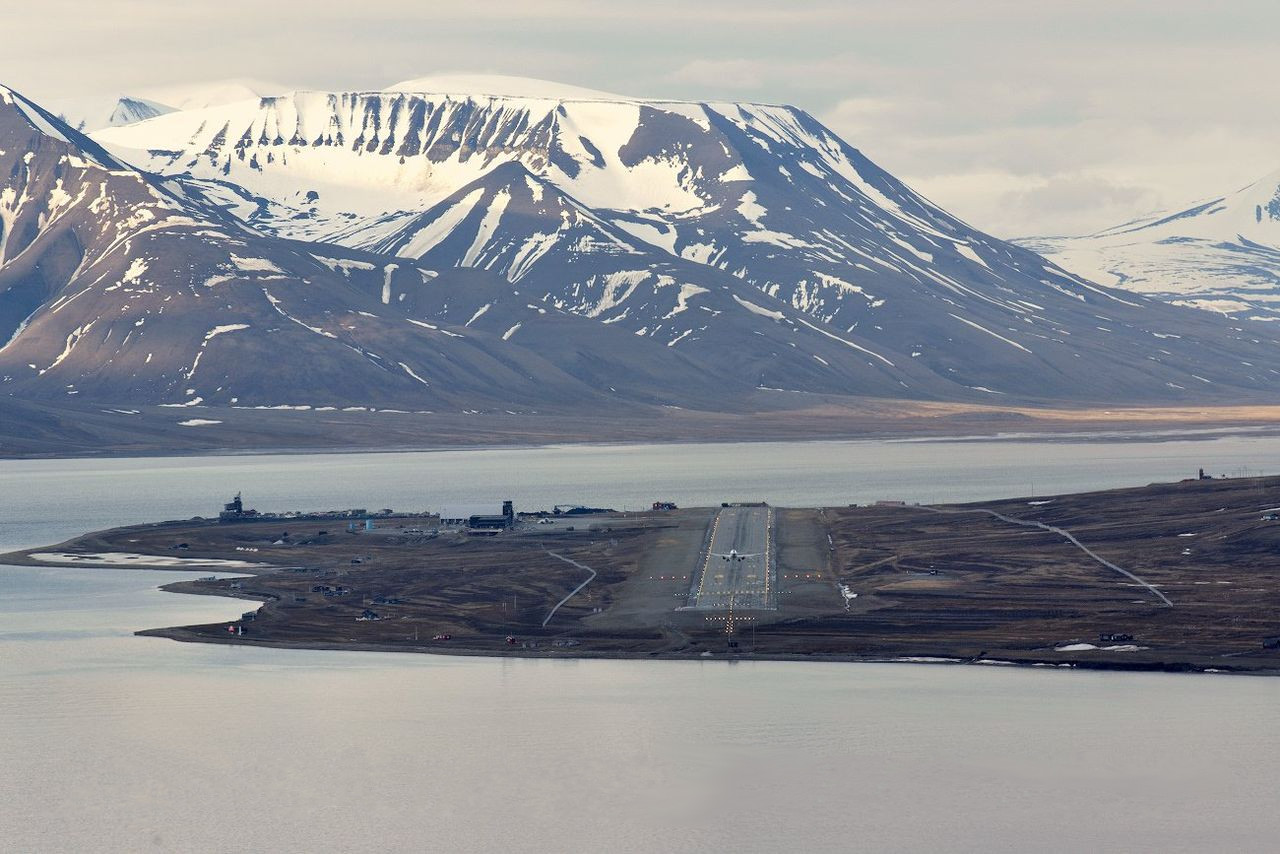
Аеропорт Свальбард слугував базовим табором для експедиції, перед безпосереднім вильотом на Північний полюс

Ідея здійснити політ на Північний полюс за допомогою свого літака виникла у Петра Болда влітку 2007 року. Під час перших обговорень, профільні спеціалісти з авіації стверджували, що це неможливо, бо Let L-200 Morava занадто маленький літак і навіть зі встановленими додатковими підвісними паливними баками не зможе подолати потрібну відстань. Відстань від найпівнічнішого в світі цивільного аеропорту до Північного Полюса складає понад 1300 кілометрів. Враховуючи шлях туди і назад, а також певні можливі відхилення реального маршруту польоту від прямої найкоротшої лінії, розрахункова дальність безпосадкового перельоту перевищує 2700 кілометрів. Згодом один з колег по автоспорту розповів Петру Болду про російську високоширотну експедицію «Барнео», яка щорічно створює невеликий табір в безпосередній близькості до Північного полюса, і що в таборі цієї експедиції, прямо на кризі, облаштовується тимчасова злітно-посадкова смуга, де Morava змогла б здійснити посадку та отримати пальне для продовження польоту. Таким чином сформувалися перші приблизні плани експедиції.
В процесі підготовки до експедиції консультації та допомогу проєкту надавали багато експертів в різних галузях, серед яких директор Російського державного музею Арктики та Антарктики Віктор Боярський та чеський полярний мандрівник Вацлав Сура. В лютому 2008 року учасники експедиції відвідали Шпіцберген, де на практиці перевірили можливості посадки, дозаправлення та ангарування літака на території аеропорту Свальбард, що знаходиться поблизу містечка Лонг'їр. Свальбард мав стати базою експедиції, де будуть проведені всі завершальні приготування перед вильотом безпосередньо на полюс. Також було узгоджено можливість переправлення з аеропорту Свальбард до «Барнео» ємностей з авіаційним бензином.
Реалізація експедиції критично залежала від функціонування злітно-посадкової смуги табору «Барнео», яка відкривається щорічно в перших числах квітня, коли вже наступив полярний день, і працює приблизно місяць, поки крига достатньо товста, щоб витримувати посадку літаків і вертольотів. Тому час початку експедиції узгоджували з розгортанням базового табору «Барнео». Другим важливим фактором була погода, яка буває дуже нестабільною і несприятливою у високих широтах. Morava не має гермокабіни, тож її політ обмежений по висоті, а через низьку швидкість літака політ зі Шпіцбергену на полюс і назад міг тривати 12-14 годин. Отже, для успіху, мандрівникам треба було дочекатися в аеропорту Свальдбард стабільного прогнозу погоди на 15 годин для території протяжністю понад 1000 кілометрів.

## Перебіг експедиції

### Прага — Тромсе
1 квітня 2008 року Morava розпочала експедицію, вилетівши з аеропорту Водоходи, неподалік Праги, та здійснила переліт за маршрутом Водоходи — Осло — Фагернес — Тромсе. Екіпаж планував дозаправити літак в Осло, після чого одразу летіти в Тромсе, проте персонал аеропорту в Осло тривалий час не міг запустити паливну помпу для авіаційного бензину, тому екіпаж літака після двох годин очікування вирішив не втрачати час і здійснив короткий переліт до невеличкого гірського аеродрому Фагернес, що знаходиться на 200 кілометрів на північ від Осло. Там вони змогли заправити свій літак і продовжити подорож далі на північ. Ще до завершення першого дня експедиції літак дістався до міста Тромсе, загалом впродовж першої доби експедиції подолавши близько 3800 кілометрів.

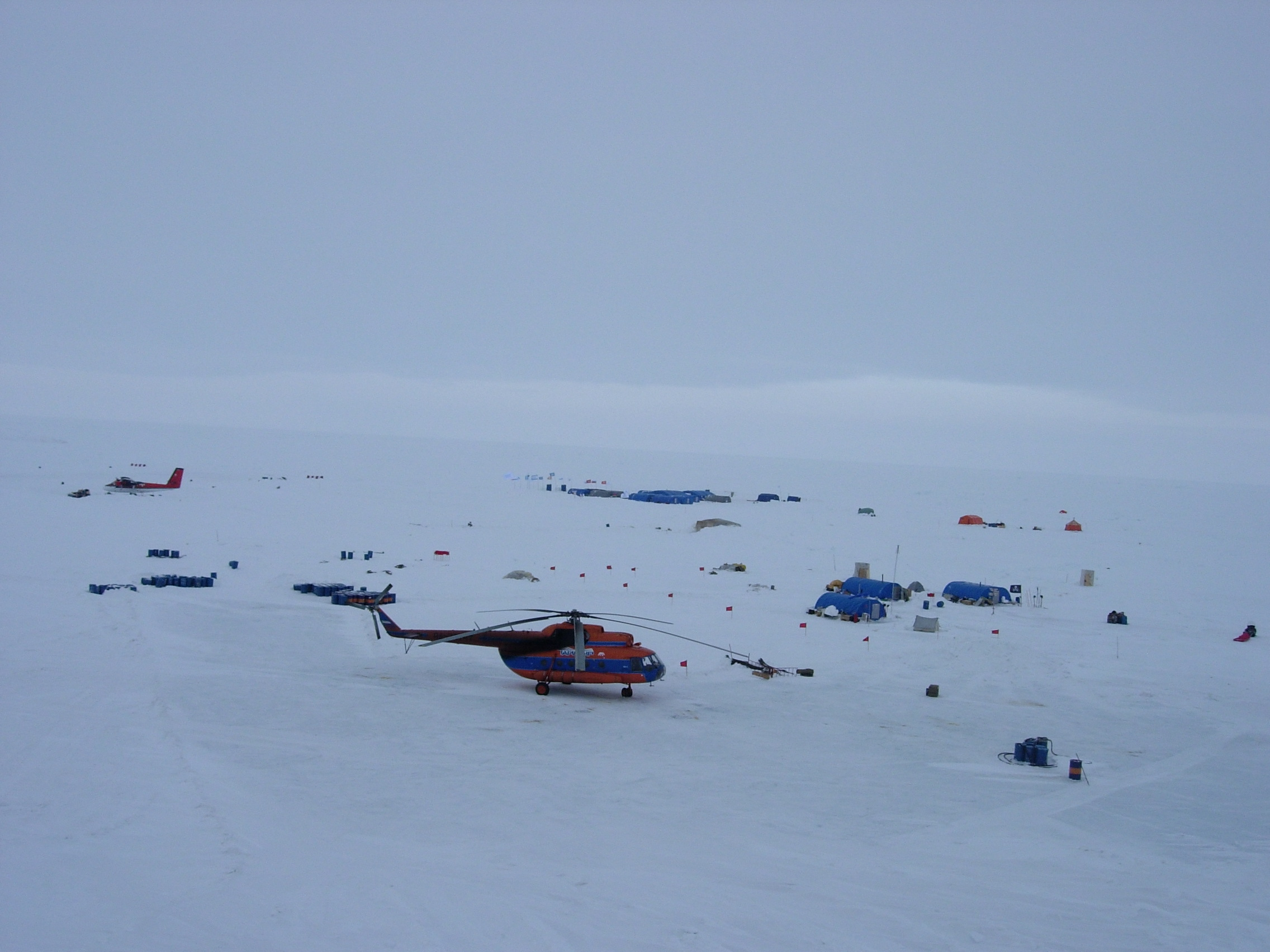
Так виглядає базовий табір Барнео, на крижині, що перебуває в постійному дрейфі

### Тромсе — Лонг'їр
Наступним етапом експедиції був переліт до архіпелагу Шпіцберген, в аеропорт Свальбард, що розташований поблизу містечка Лонг'їр. Станом на ранок 2 квітня в Тромсе була сніжна буря, проте ближче до другої половини дня вона стихла й пілоти наважилися на виконання наступного етапу експедиції. Вилетівши по обіді з Тромсе, вони здійснили переліт до аеропорту Свальбард. Цей політ тривав близько 4 годин і повністю проходив над поверхнею Баренцового моря. Напрямок руху можна було визначати виключно за GPS та за сигналом єдиного в цьому регіоні неспрямованого радіомаяка на острові Ведмежий. Не було картографічної прив'язки для GPS, не було зв'язку з диспетчерськими службами контролю повітряного руху. Єдиним засобом зв'язку з зовнішнім світом залишався супутниковий телефон. Політ і приземлення в аеропорту Свальбард пройшли успішно.

### Підкорення Північного полюса
Третій і найскладніший етап експедиції передбачав виліт зі Шпіцбергену, політ до Північного полюсу і повернення на Шпіцберген. Дочекавшись прийнятного прогнозу погоди та додавши до свого спорядження рушницю, в суботу, 5 квітня о 13:40 за центральноєвропейським часом, мандрівники підняли літак в повітря. Температура за бортом була -25 °C, політ проходив над хмарами, на ешелоні FL100 (висота близько 3000 метрів). Після понад п'яти годин польоту, коли значення північної широти на екрані GPS-приймача складало 89°56'34", літак знизився з ешелону до висоти 600 метрів. Приблизно о 19:05 за центральноєвропейським часом він досяг невидимої оком точки з координатами 90°00'00". Під літаком спостерігався суцільний лід, посічений протоками. Літак виконав короткий політ по колу, облетівши полюс, при цьому за 2 хвилини часу GPS показав проходження всіх меридіанів.
Північного полюсу успішно досягнули, проте політ ще не завершився, і найбільше випробування було ще попереду. Одразу після проходження полюса за допомогою супутникового телефону встановили зв'язок з табором експедиції «Барнео», отримали його точні координати та взяли курс на досягнення табору. Табір експедиції «Барнео» тоді знаходився на відстані близько 150 кілометрів від полюса. Хоча Let L-200 Morava передбачає варіант оснащення лижним шасі для використання на снігових і льодових посадкових майданчиках, літак, використаний для експедиції на полюс, не був обладнаний лижами. Приземлення на крижану злітно-посадкову смугу Барнео здійснювали на колеса, й воно пройшло успішно.
На Барнео був сильний вітер і температура повітря -25 °C. За таких обставин двигуни літака вирішили не глушити, бо на такому морозі могли виникнути проблеми з їхнім повторним запуском. Екіпажу довелося заправляти свій літак самотужки. На морозі, за сильного вітру, за допомогою ручної помпи вони перекачали 400 літрів бензину з бочок в баки літака, при цьому відганяючи від працюючих повітряних гвинтів допитливих і не дуже тверезих російських туристів:
|             | Росіяни намагалися нам допомагати, проте деякі з них були вже добряче напідпитку і нам доводилося докладати значних зусиль, щоб вони не втрапили у повітряні гвинти. Окрім того дехто з них намагався палити біля літака, а враховуючи, що всюди був бензин, у тому числі на руках і в рукавичках — це було поганою ідеєю. Якби Ріхард не втрутився, можливо літака вже б не існувало сьогодні. Оригінальний текст (чес.) Rusové měli snahu nám pomáhat, ale protože někteří už měli v krvi hodně alkoholu, museli jsme vynaložit hodně energie na to, aby se nezapletli do vrtulí. Dobrý nápad nebylo ani to, že si někteří chtěli zapálit - vzhledem k tomu, že všude bylo plno benzinu včetně na rukou a rukavicích. Kdyby Richard nezasáhl, letadlo by už dnes asi nebylo. |
| — Петр Болд | |

Після того, як літак заправили, він одразу піднявся в повітря і взяв курс на Шпіцберген. Невдовзі після опівночі, 6 квітня літак успішно приземлився в аеропорту Свальдбард. Оскільки двигуни літака не зупинялися весь цей час, то фактично це можна вважати безперервним перельотом, який тривав 10 годин 40 хвилин.

### Повернення додому
Переліт до Чехії за зворотнім маршрутом «Лонг'їр—Тромсе—Осло—Водоходи» відбувся без пригод, і вже в середу, 9 квітня 2008 року, літак приземлився в аеропорту Водоходи. Morava під час експедиції відпрацювала відмінно, не було відмічено жодних значних технічних несправностей. Вийшли з ладу лише кілька датчиків, які не були розраховані на використання за таких низьких температур, але ці проблеми пілоти змогли усунути власними силами. Символічним виявилось і те, що експедиція завершилась саме 9 квітня, адже саме цього дня 51 рік назад, перший прототип літака Let L-200 Morava, вперше в історії здійнявся в повітря.

## Підсумки
Застарілий літак віком майже під 50 років, оснащений поршневими двигунами, за 9 днів експедиції провів в польоті понад 45 годин, подолавши загальну відстань понад 9500 кілометрів і витративши понад 2500 літрів авіаційного бензину. Максимальна тривалість безперервної роботи двигунів перевищила 10 годин. Це значне досягнення для раритетного поршневого літака. Як описав цю подію один з пілотів:
|                 | Тут не має нічого спільного з сучасною авіацією. Це не призведе до виробництва «двохсоток» чи їх масового «відновлення». Це був лише спогад про найкращі роки чехословацької авіаційної промисловості.Оригінальний текст (чес.) Nic společného se současností letectva to nemá. K výrobě «dvoustovek» nebo jejich «oprášením» ve velkém rozsahu to nepovede. Byla to jen vzpomínka na ta nejlepší léta československého leteckého průmyslu. |
| — Ріхард Сантус | |

Чеська компанія AeroTeam, яка спеціалізується на випуску сувенірної продукції, в тому числі масштабних копій літаків та іншої техніки, 2021 року випустила в продаж сувенірну пластикову модель Let L-200 Morava в масштабі 1/72, оформлену, як копію літака, який відвідав Північний полюс. На упаковці згадано саму подію та імена пілотів, які здійснили цей переліт.